# الکترونیک آرتس کانادا
ای‌اِی کانادا (به انگلیسی: EA Canada) (به نام پیشین: Distinctive Software) یک توسعه‌دهنده بازی‌های ویدئویی کانادایی است که در سال ۱۹۸۳ در شهر برنابی ایالت بریتیش کلمبیا کانادا بنیان‌گذاری شد. این استودیو بیشتر شهرت خود را مدیون ساخت سری بازی فیفا است.